# Masescha
Masescha es un pueblo de Liechtenstein, localizado en el municipio de Triesenberg.